# Dear Diary (1996)
Dear Diary é um filme de drama em curta-metragem estadunidense de 1996 dirigido e escrito por David Frankel. Venceu o Oscar de melhor curta-metragem em live action na edição de 1997.

## Elenco
- Bebe Neuwirth - Annie
- Brian Kerwin - Tom
- Rhea Silver-Smith - Sara
- Peter Brown - Peter
- Bruce Altman - Griffin
- Cheryl Freeman - Elizabeth
- Lisa Louise Langford - Stacey
- Haviland Morris - Christie
- Mike Starr - Fritz
- Ronald Guttman - Erik
- Jeff Blumenkrantz - Ron
- Peter Jacobson - Hal
- Peter Giles - Gary